# Péré, Charente-Maritime
Péré là một xã trong tỉnh Charente-Maritime trong vùng Nouvelle-Aquitaine tây nam nước Pháp. Xã này nằm ở khu vực có độ cao trung bình 33 mét trên mực nước biển.